# آل کاپون
آلفونسه گابریل کاپون (به انگلیسی: Alphonse Gabriel Capone) (۱۷ ژانویهٔ ۱۸۹۹ – ۲۵ ژانویهٔ ۱۹۴۷) از جمله معروف‌ترین خلافکارهای آمریکایی ایتالیایی‌تبار بود. او نمادی از زیر پا گذاشتن قانون و نظم در آمریکا بود و در سال‌های ۱۹۲۰ تا ۱۹۳۰ سردمدار جرایم سازمان‌یافته در آمریکا بود.
کاپون در سال ۱۸۹۹ در شهر نیویورک از مهاجران ایتالیایی به دنیا آمد. او در نوجوانی به باند پنج پوینت ملحق شد و در اماکن جرایم سازمان‌یافته مانند فاحشه‌خانه‌ها درگیر شد. در اوایل بیست سالگی، کاپون به شیکاگو نقل مکان کرد و محافظ جانی توریو، رئیس یک سندیکای جنایتکار که به‌طور غیرقانونی مشروبات الکلی عرضه می‌کرد - پیشرو گروه - و از نظر سیاسی از طریق اتحادیه سیسیلیا محافظت می‌شد، شد. درگیری با باند شمال ساید در ظهور و سقوط کاپون مؤثر بود. توریو پس از اینکه افراد مسلح شمال ساید نزدیک بود او را بکشند، بازنشسته شد و کنترل را به کاپون سپرد. کاپون کسب و کار قلاب‌فروشی را از طریق روش‌های خشونت‌آمیز فزاینده گسترش داد، اما روابط سودآور دوجانبه او با شهردار ویلیام هیل تامپسون و اداره پلیس شیکاگو به این معنی بود که او از مجریان قانون در امان به نظر می‌رسید.
ظاهراً کاپون از توجه لذت می‌برد، مانند تشویق تماشاگران هنگام حضور در بازی‌های بیسبال. او به موسسات خیریه مختلف کمک مالی کرد و از نظر بسیاری به عنوان «رابین هود امروزی» شناخته شد. با این حال، کشتار روز سنت ولنتاین، که در آن هفت رقیب باند در روز روشن به قتل رسیدند، به وجهه عمومی شیکاگو و کاپون لطمه زد و باعث شد تا شهروندان با نفوذ از دولت خواستار اقدام دولت شوند و روزنامه‌ها کاپون را «دشمن عمومی شماره ۱» لقب دهند.
مقامات فدرال قصد زندانی کردن کاپون را داشتند و او را به بیست و دو فقره فرار مالیاتی متهم کردند. او در سال ۱۹۳۱ به پنج فقره اتهام محکوم شد. در طول یک پرونده بسیار تبلیغاتی، قاضی اعترافات کاپون در مورد درآمد و مالیات‌های پرداخت نشده خود را که در جریان مذاکرات قبلی (و در نهایت ناموفق) برای پرداخت مالیات‌های دولتی که بدهی اش بود، به عنوان مدرک پذیرفت. او مجرم شناخته شد و به یازده سال زندان فدرال محکوم شد. او پس از محکومیت، تیم دفاعی خود را با کارشناسان حقوق مالیاتی جایگزین کرد و با حکم دیوان عالی ایالات متحده آمریکا زمینه‌های تجدیدنظر او تقویت شد، اما در نهایت درخواست تجدیدنظر او شکست خورد. کاپون در اوایل دوران محکومیت خود علائم نوروسیفلیس را نشان داد و پیش از آزادی پس از تقریباً هشت سال حبس، به‌طور فزاینده ای ناتوان شد. در سال ۱۹۴۷ بر اثر ایست قلبی پس از سکته درگذشت.

## زندگی
آلفونسه گابریل کاپون که با نام آل کاپون شناخته می‌شود، در ۱۷ ژانویه سال ۱۸۹۹ در بروکلین نیویورک متولد شد. والدین او مهاجران ایتالیایی گابریله کاپون (۱۸۶۵–۱۹۲۰) و ترزا کاپون (با نام خانوادگی رایولا؛ ۱۸۶۷–۱۹۵۲) بودند. پدرش آرایشگر و مادرش خیاط بود که هر دو در آنگری، یک بخش کوچک در خارج از ناپل در استان سالرنو به دنیا آمدند. خانواده کاپون در سال ۱۸۹۳ با کشتی به ایالات متحده مهاجرت کرده بودند، در ابتدا از فیومه (رییکای امروزی، کرواسی)، شهری بندری در اتریش-مجارستان آن زمان عبور کردند.
کاپون هرچند در کارت شناسایی‌اش به عنوان فروشنده اثاثیه دست دوم معرفی شده بود، اما در واقع یک گانگستر آمریکایی بدنام طی سال‌های ۱۹۲۰ تا ۱۹۳۰ بود. اصلیت کاپون ناپلی بود، یک ناپلی متولد شده در نیویورک که تبهکاری را از بروکلین آغاز کرد و سپس به شیکاگو، ایلینوی نقل مکان کرد و تبدیل به بدنام‌ترین مجرم این شهر شد. او به شدت دارای قدرت بود
و با انجام قتل، فروش مواد و فروش اسلحه، شهرت بسیار زیادی به‌دست‌آورد؛ و از آن زمان تا حالا بعد از پابلو اسکوبار بزرگ‌ترین گانگستر جهان محسوب می‌شود.
در اواخر دهه ۱۹۲۰ در لیست سیاه اداره تحقیقات فدرال قرار داشت، نهایتاً در سال ۱۹۳۱ توسط حکومت فدرال به جرم فرار از پرداخت مالیات مجرم شناخته شد.
او در سال ۱۹۳۱ به جرم پرداخت نکردن مالیات به ۱۱ سال زندان محکوم شد و در سال ۱۹۳۲ به زندان آتلانتا فرستاده شد. او همچنین مقداری از دوران محکومیتش را در زندان آلکاتراز گذراند. وی در زندان دچار مشکلات روحی و روانی شد. حتی چند ماه آخر محکومیت خود را در بیمارستان روانی گذراند. او در سال ۱۹۴۷ در پی ایست قلبی درگذشت.

## نوجوانی کاپون
پدر آل کاپون، گابریله کاپون یک آرایشگر از شهری کوچک به نام کاستلاماره دی استابیا در ۲۵ کیلومتری جنوب ناپل بود و مادرش، ترسینا رایولا، خیاط اهل شهر کوچکی به نام آنگری در جنوب غربی ایتالیا بود. این زوج که هفت فرزند پسر و دو فرزند دختر داشتند، در سال ۱۸۹۴ به آمریکا مهاجرت کردند و در ویلیامزبرگ در نزدیکی بروکلین ساکن شدند.
آل کاپون از سنین نوجوانی با ارتکاب جرم‌های کوچک، بزهکاری را آغاز کرد، در ۱۴ سالگی به دلیل درگیر شدن با یکی از معلمان مجبور به ترک دبیرستان شد. در این زمان او به گروه جنایتکاری به نام Five Points Gang(باند پنج نقطه) به رهبری فرانکی ییل (Frankie Yale) پیوست و از آن پس به عنوان متصدی بار در یک مهمانخانه به نام هاروارد این (Harvard Inn) که به ییل تعلق داشت مشغول به کار شد.
در یکی از زد و خوردهایش، قاتلی به نام فرانک گالوچیو (Frank Gallucio)، گونه چپ کاپون را با چاقو شکاف داد و باعث شد لقب «صورت‌زخمی» تا آخر عمر با آل کاپون همراه شود.
او در سال ۱۹۱۸ با یک دختر ایرلندی به نام می کافلین (Mae Coughlin) ازدواج کرد و در همان سال صاحب پسری شد که او را آلبرت «سانی» فرانسیس کاپون (Albert "Sonny" Francis Capone) نام نهاد. در این ایام کاپون کماکان در خدمت فرانکی ییل بود و به اتفاق همسرش یک سال در بروکلین زندگی کرد.
در پی ارتکاب به دو فقره قتل، ییل به ناچار او را به شیکاگو فرستاد تا قضیه کمی آرام‌تر شود. این نقل مکان آغازی برای یکی از بدنام‌ترین تبهکاران در تاریخ معاصر کشور آمریکا بود.

## کاپون در شیکاگو
کاپون در خانه کوچکی واقع در سیسرو در حومه شیکاگو، منزل گزید و در تشکیلات یک تبهکار حرفه‌ای به نام جانی توریو (Johnny Torrio) که رئیس اسبق یل بود، مشغول به کار شد.
توریو بلافاصله به استعداد کاپون پی برد و کلیه کارهای خلافی را که در زمینه قمار، مشروبات الکلی و … انجام می‌داد، به کاپون واگذار کرد. یکی از اقدامات او تقلب در رای‌گیری انتخاب شهردار Cicero بود، کاپون در پای صندوق‌های رأی مردم را با تهدید وادار به رأی دادن به توریو کرد و نهایتاً توریو با اکثریت آرایی که با زور به‌دست آورده بود، موفق به کسب مقام شهرداری شد.
اما در کمال ناباوری یک هفته بعد او ادعا کرد که کاپون را از شهر اخراج خواهد کرد. کاپون در یک ملاقات خصوصی با شهردار قلابی او را به شدت مضروب کرد.
سرانجام با دسیسه کاپون، توریو مورد ضرب چندین گلوله قرار گرفت اما زنده ماند و تصمیم به ترک شیکاگو گرفت، کاپون جای او را گرفت و به «رئیس بزرگ» تبدیل شد.

## سقوط کاپون
کاپون به عنوان یک تبهکار هیچ مدرکی از کارهای خلاف خود بر جا نمی‌گذاشت. او یک شبکه جاسوسی بسیار گسترده در شیکاگو داشت و در شناسایی دشمنان تبحر خاصی داشت و قبل از این که هر دشمنی بیش از اندازه قدرتمند شود، نقشه قتلش را کشیده بود. یکی از معروف‌ترین عملیات‌هایی که توسط کاپون و گروهش انجام شد، قتل‌عام روز ولنتاین، ۱۴ فوریه ۱۹۲۹ بود، چهار نفر از اعضای گروه کاپون وارد یک گاراژ در خیابان Clark شدند، ساختمان گاراژ در واقع مقر فعالیت قاچاق مشروبات الکلی گروه رقیب کاپون بود. دو نفر از افراد کاپون لباس پلیس به تن داشتند و همین امر باعث شد افراد گروه رقیب که ۷ نفر بودند با تصور حمله پلیس، اسلحه‌های خود را به زمین نهاده و پشت به دیوار بایستند، افراد کاپون با دو تفنگ و دو مسلسل، بیش از ۱۵۰ گلوله به آنان شلیک کردند، شش نفر آنان به قتل رسیدند و نفر هفتم که یکی از اعضای گروه خود آل کاپون بود، به طرز معجزه آسایی از مهلکه گریخت.
سرانجام در سال ۱۹۲۷ تصویب قوانین جدید این اجازه را به دولت داد که او را به جرم فرار مالیاتی محکوم کند، در این زمان کاپون تصمیم به ترک شیکاگو گرفت و طی جستجوهایش به منظور یافتن مکانی مناسب برای اقامت، دریافت که در آمریکا وجهه بسیار پلیدی دارد و توده مردم از او و گروهش تنفر دارند. از آن پس بود که وی تصمیم گرفت چهره اجتماعی محبوبی از خود بسازد، او به فقرا کمک می‌کرد، در محلات فقیرنشین رستوران‌های رایگان بر پا می‌کرد، در امور خیریه شرکت می‌کرد و حتی کلوپ شبانه خود را در اختیار هنرمندانی چون چارلی پارکر (Charlie Parker) و بینگ کرازبی (Bing Crosby) قرار می‌داد.
او بعد از شیکاگو در سال ۱۹۲۸ فلوریدا را برای ادامهٔ زندگی‌اش برگزید. فرانک ویلسون، تنها مأموری که در پی تعقیب کاپون و کار بر روی پرونده او بود، توانست مدارکی مبنی بر درآمد غیرقانونی کاپون از راه قمار یافته و او را به جرم پرداخت نکردن مالیات بر درآمد دستگیر کند.
در سال ۱۹۳۱ علی‌رغم تلاش‌های بسیار کاپون و اطرافیانش، دادگاه او را به ۱۱ سال زندان و پرداخت جریمه نقدی محکوم کرد.
کاپون در زمان محکومیت هیچ‌گاه خود را فردی بدطینت نمی‌دانست و باور داشت که خدمتگزار مردم است، خدمتگزاری که بهترین سال‌های عمرش را صرف خدمت کردن به مردم و خوشحال کردنشان گذرانده و به جای آن توهین و تعقیب نصیبش شده.
در سال ۱۹۳۲ او به زندان آتلانتا فرستاده شد، دو سال بعد او را تحت مراقبت شدید به زندان آلکاتراز فرستادند، با گذشت زمان او دچار بیماری روانی شد، تا حدی که برای مدت‌های طولانی سلولش در زندان را ترک نمی‌کرد. او ماه‌های آخر محکومیتش را در بیمارستان روانی سپری کرد.

## بیماری و مرگ
به دلیل عدم سلامتی، کاپون در ۱۶ نوامبر ۱۹۳۹ از زندان آزاد شد و به بیمارستان جانز هاپکینز در بالتیمور برای درمان فلج عمومی مراجعه کرد. بیمارستان جانز هاپکینز به دلیل شهرت بی حد و حصرش حاضر به درمان او نشد، اما بیمارستان یادبود اتحادیه شهر حاضر بود او را به عنوان یک بیمار بپذیرد. کاپون از مراقبت دلسوزانه‌ای که از بیمارستان یادبود اتحادیه شهر دریافت کرد، سپاسگزار بود. او، دو درخت ادوهیگان را در سال ۱۹۳۹ به بیمارستان یادبود اتحادیه شهر اهدا کرد. پس از چند هفته مراقبت‌های بستری و سرپایی، در ۲۰ مارس ۱۹۴۰، کاپون بسیار بیمار بالتیمور را ترک کرد و به عمارت خود در جزیره پالم فلوریدا سفر کرد.
در سال ۱۹۴۲، پس از اینکه تولید انبوه پنی‌سیلین در ایالات متحده آغاز شد، کاپون یکی از اولین بیماران آمریکایی بود که با داروی جدید درمان شد. اگرچه برای او خیلی دیر شده بود که آسیب به مغزش را معکوس کند، اما پیشرفت بیماری را کند کرد.
در سال ۱۹۴۶، پزشکش و یک روان‌پزشک بالتیمور او را معاینه کردند و به این نتیجه رسیدند که کاپون ذهنیت یک کودک ۱۲ ساله را دارد. او آخرین سال‌های زندگی خود را در عمارت خود در جزیره پالم گذراند و با همسر و نوه‌هایش وقت می‌گذراند.
در ۲۱ ژانویه ۱۹۴۷ کاپون سکته مغزی کرد. او به هوش آمد و شروع به بهبود کرد، اما به برونکوپنومونی مبتلا شد. او در ۲۲ ژانویه دچار ایست قلبی شد. و در ۲۵ ژانویه در حالی که خانواده‌اش او را در خانه‌اش احاطه کرده بودند، پس از آن که قلبش در اثر آپوپلکسی از کار افتاد، درگذشت.
جسد او یک هفته بعد به شیکاگو منتقل شد و مراسم خاکسپاری خصوصی برگزار شد. او در اصل در گورستان کوه زیتون در شیکاگو به خاک سپرده شد. در سال ۱۹۵۰ بقایای کاپون به همراه بقایای پدرش گابریله و برادرش فرانک به گورستان کوه کارمل در هیلساید، ایلینوی منتقل شدند.

## ماشین ضدگلوله
کادیلاک ضدگلوله گنگستر حرفه‌ای آل کاپون پس از توقیف، برای جابه‌جایی فرانکلین روزولت رئیس‌جمهور آمریکا تخصیص داده شد.

## رسانه و فرهنگ

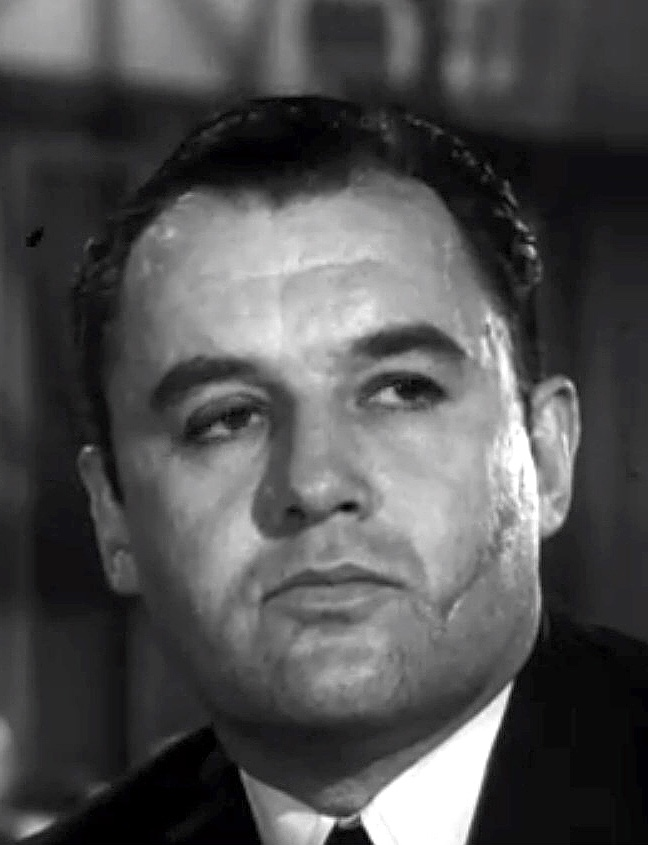
راد استایگر در نقش آل کاپون از تریلر فیلم.

آل کاپون به عنوان یکی از مشهورترین تبهکاران قرن بیستم سوژهٔ چندین فیلم و سریال، مقاله، کتاب، آثار هنری و ادبی بوده‌است.
هم‌اکنون عکسی از آل کاپون در زندان آلکاتراز که اکنون به موزه تبدیل شده‌است به عنوان یکی از مشهورترین زندانیان آن زندان به نمایش گذاشته شده‌است.
ریچارد ویلسون کارگردان آمریکایی، در سال ۱۹۵۹ فیلمی به نام آل کاپون با بازی راد استایگر را با محوریت زندگی کاپون ساخت که این فیلم روی داستان حقیقی متمرکز بود. همچنین در سال ۱۹۷۵ فیلم دیگری به نام کاپون با بازی بن گازارا و سیلوستر استالونه به کارگردانی استیو کارور به روی پردهٔ سینماها رفت. یکی از زیباترین و به یادماندنی‌ترین فیلم‌های تاریخ سینمای آمریکا در ژانر اکشن و گانگستری مرتبط با آل کاپون، شاهکار معروف سال ۱۹۸۷ برایان دی پالما، فیلم تسخیرناپذیران با بازی رابرت دنیرو، شون کانری و کوین کاستنر می‌باشد.
همین‌طور جاش ترنک فیلم کاپون را با محوریت زندگینامهٔ آل کاپون در سال ۲۰۲۰ نویسندگی و کارگردانی کرده‌است که تام هاردی بازیگر نقش اول آن و در نقش آل کاپون است.

## نگارخانه

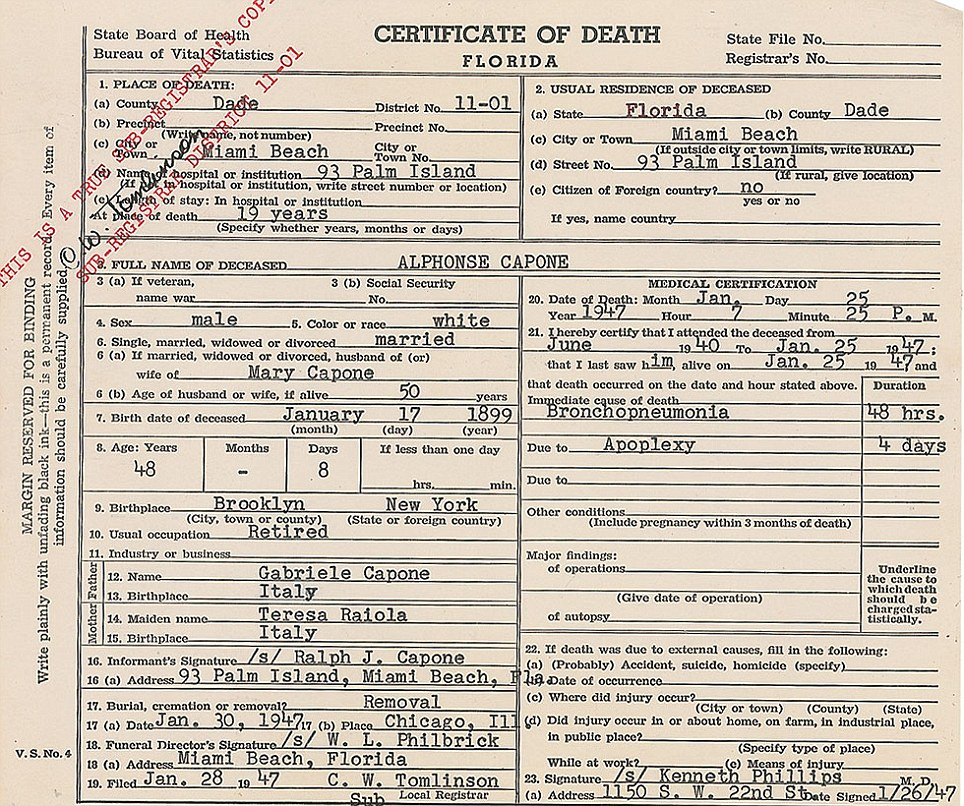
گواهی فوت کاپون در ۲۵ ژانویه ۱۹۴۷
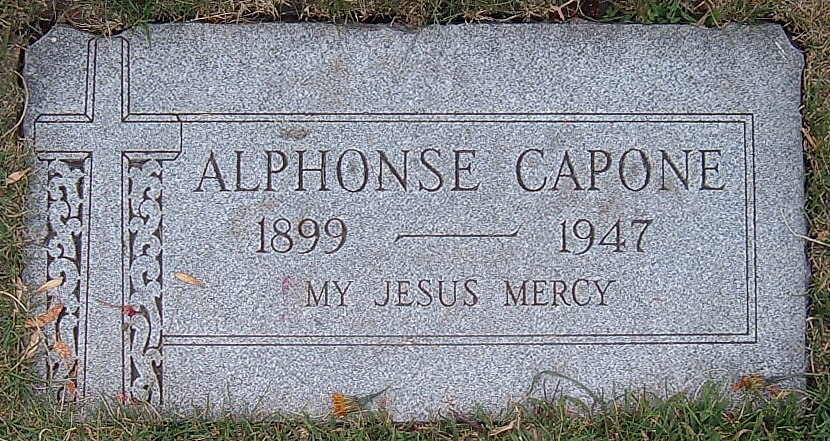
گور کاپون در گورستان کوه کارمل، هیلساید، ایلینوی